# Robert Graves
Robert von Ranke Graves (Wimbledon, 24 de juliol de 1895 - Deià, 7 de desembre de 1985) fou un poeta, erudit i novel·lista anglès. Durant la seva vida produí més de 140 obres. Era fill de l'escriptor anglo-irlandès Alfred Perceval Graves i d'Amalie von Ranke. L'historiador Leopold von Ranke era oncle de la seva mare.
Graves es considerava a si mateix un poeta per davant de tot, però les seves obres més exitoses foren novel·les històriques, en particular Jo, Claudi.

## Joventut
Nascut a Wimbledon, Graves va rebre la seva educació primària a King's College School i a Charterhouse School, on tingué de professor a George Mallory de qui es va fer molt amic i que el va introduir en el muntanyisme i guanyà una beca per al St John's College (Oxford). Tanmateix, la perspectiva de passar quatre anys més estudiant llatí i grec no atragué un Graves de dinou anys i en esclatar la Primera Guerra Mundial s'allistà quasi immediatament a la Royal Welsh Fusiliers (RWF). Publicà el seu primer llibre de poemes, Over the brazier, el 1916, però posteriorment intentà eliminar la seva poesia de guerra. A la batalla del Somme va rebre ferides tan greus que la seva família fou informada de la seva mort. Malgrat tot es recuperà, al preu de danys permanents als pulmons; després d'una breu estada a França, passà la resta de la guerra a Anglaterra, tot i els seus esforços per tornar al front.
El 1917, Graves tingué un paper important en la salvació del seu company poeta Siegfried Sassoon d'una cort marcial, quan aquest s'absentà sense permís i escrigué al seu oficial en cap denunciant la guerra. Els dos havien esdevingut amics íntims mentre servien a la RWF.
Les biografies de Graves documenten bé la història, i es troba novel·lada a l'obra Regeneració, de Pat Barker. La intensitat d'aquesta relació es demostra clarament a la col·lecció de Graves Fades i Fusellers (1917), que conté un munt de poemes en celebració de la seva amistat. El mateix Sassoon reconegué que hi havia un fort element sexual en aquesta amistat, una observació recolzada pels sentiments que expressata a gran part de la correspondència entre ells que encara es conserva. A través de Sassoon, Graves conegué Wilfred Owen, de qui remarcà el talent.
Graves es casà el 1918 amb Nancy Nicholson, i tot seguit entra al St John's College, a Oxford. Després intentà guanyar-se la vida obrint una petita botiga, però el negoci fracassà aviat. El 1926 acceptà un lloc a la Universitat del Caire, acompanyat de la seva dona, els seus fills i la poetessa Laura Riding. Tornà a Londres per poc temps, on trencà relacions amb la seva dona abans d'anar a viure amb Riding a Mallorca; allí publicaren llibres sota la firma Seizin Press, fundaren i editaren la revista literària Epilogue i escrigueren junts dos exitosos llibres acadèmics: A Survey of Modernist Poetry (1927) i A Pamphlet Against Anthologies (1928) (ambdós molt influents en la moderna crítica literària), entre moltes altres obres literàries.
Hi ha qui opina que A Survey of Modernist Poetry inicià la nova crítica; és cert que fou una de les primeres obres publicades en parlar sobre poesia i literatura modernistes. El 1927 Graves publicà Lawrence i els Àrabs, una reeixida biografia de T. E. Lawrence.

## Carrera literària
El 1929 Graves publicà Adéu a tot això (revisat per ell mateix i tornat a publicar el 1957); va resultar un èxit però li costà la pèrdua de molts dels seus amics, entre ells Sassoon. El 1934 publicà la seva obra més cèlebre, Jo, Claudi; emprant fonts clàssiques construí una complexa història de la vida de l'emperador romà Claudi, i que fou ampliada a la seqüela Claudi el déu (1935). Una altra novel·la històrica de Graves, El comte Belisari (1938), descriu la carrera del general romà d'Orient Belisari.
Graves i Riding es van veure obligats a abandonar Mallorca el 1936 degut a la Guerra Civil espanyola. El 1939 es traslladaren als Estats Units i s'allotjaren a New Hope, Pennsilvània. Els fets remarcables de la seva estada allí i la seva separació final es narren a diversos llibres: T. S. Matthews, un editor en cap de la revista Time publicà una relació dels fets a Jacks or Better (1977), i Miranda Seymour, una de les biògrafes de Graves, en feu una versió novel·lada a L'estiu del 39 (1998). També cal esmentar l'obra Robert Graves: 1927-1940, els anys amb Laura, de Richard Perceval Graves.
Després de tornar a Anglaterra, Graves començà una nova relació amb Beryl Hodge, llavors dona d'Alan Hodge. El 1941 publicà El llarg cap de setmana, una col·laboració amb Alan Hodge; també col·laborà amb ell a El lector sobre la teva espatlla (1943), un llibre sobre escriptura clara, del qual es publicà una revisió el 1947 amb el nom de L'ús i abús del llenguatge anglès. El 1946 Graves i Beryl reformaren una casa a Deià, Mallorca; aquell mateix any Graves publicà la novel·la històrica Jesús Rei. El 1948 publicà la polèmica La Deessa Blanca; el 1953 publicà L'Evangeli del Natzarè Restaurat amb Joshua Podro; el 1955, la seva versió plena d'anotacions d'Els Mites Grecs; el 1956, un volum de contes: Catacrok! Mostly Stories, Mostly Funny. El 1961 esdevingué professor de poesia a Oxford, càrrec que ocupà fins al 1966.
Com a poeta, Graves era un iconoclasta, desacreditant molts dels procediments de les escoles modernistes de poesia, i mantenint punts de vista fortament individuals sobre el valor de moltes obres que seguien el cànon literari. La seva casa de Deià es convertí en una mena de Meca per als iconoclastes i rebels de tota mena, i gent tan diversa com Len Lye, William Gaddis i Robert Wyatt feren el pelegrinatge. Creient que l'amor era l'únic tema veritable de la poesia, Graves limità la major part de la seva obra poètica a poemes curts, molts dels quals requereixen una comprensió de La Deessa Blanca per ser plenament entesos. Graves menyspreà les seves novel·les històriques, com Jo, Claudi i El Comte Belisari, però continuen sent molt ben considerades pels lectors (també va escriure molts contes, un dels quals, El Crit, fou portat al cinema en una pel·lícula protagonitzada per Alan Bates). Graves és considerat un molt bon novel·lista, però igual que Thomas Hardy (conegut i admirat per Graves), sempre es considerà un poeta per damunt de tot.

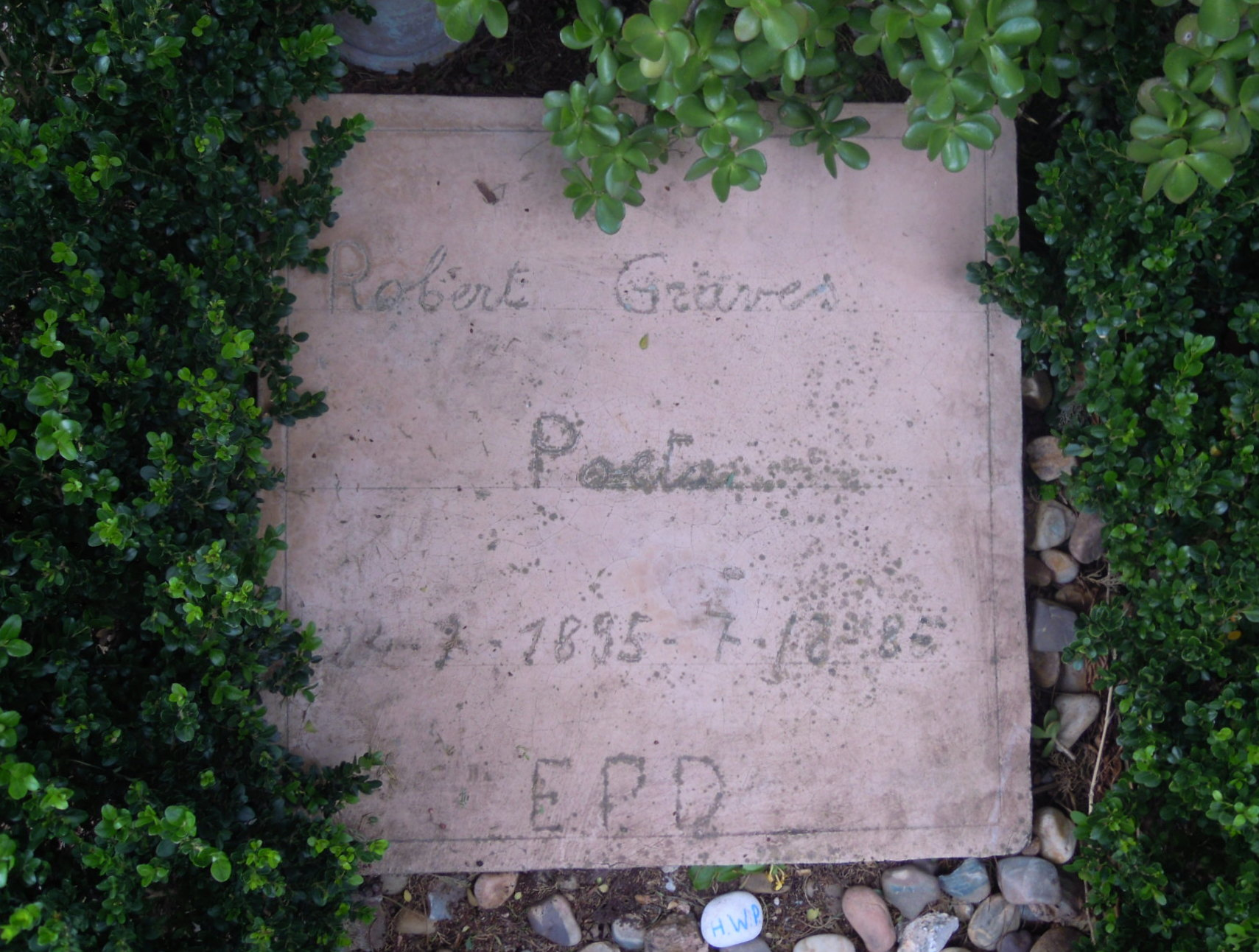
Tomba d'en Robert Graves al cementiri deianenc

Graves va morir el desembre del 1985 a 90 anys, després d'una llarga malaltia i d'una degeneració mental gradual. Tant ell com la seva esposa Beryl són enterrats al petit cementiri que es troba en un turó de Deià.
Va tenir vuit fills: Jenny, David, Catherine (qui es casà amb el científic Clifford Dalton) i Sam amb Nancy Nicholson; i William, Lucia, Joan i Tomàs amb Beryl Graves.

### Poesia
- Over the Brazier (1916)
- Goliat i David (1917)
- Fades i Fusellers (1917)
- Caixa del Tresor (1920)
- Sentiment Campestre (1920)
- The Pier-Glass (1921)
- Whipperginny (1923)
- El Llit de Plomes (1923)
- Mock Beggar Hall (1924)
- Welchmans Hose (1925)
- Poemes
- The Marmosites Miscellany (com John Doyle) (1925)
- Poemes (1914-1926) (1927)
- Poemes (1914-1927) (1927)
- Poemes 1929 (1929)
- Deu Poemes Més (1930)
- Poemes 1926-1930 (1931)
- To Whom Else? (1931)
- Poemes 1930-1933 (1933)
- No Més Fantasmes: Poemes Escollits (1940)
- Work in Hand, amb Norman Cameron i Alan Hodge (1942)
- Poemes (1943)
- Poemes 1938-1945 (1945)
- Poemes i Sàtires (1951)
- Poemes 1953 (1953)
- Poemes Escollits per Ell Mateix (1957)
- Els Poemes de Robert Graves (1958)
- L'Estafa del Penic: Poemes per Nens (1960)
- Més Poemes 1961 (1961)
- Nous Poemes 1962 (1962)
- Poemes 1965-1968 (1968)
- Poemes d'Amor (1969)
- Poemes 1968-1970 (1970)
- El Vaixell de Veles Verdes (1971)
- Poemes 1970-1972 (1972)
- Timeless Meeting: Poems (1973)
- A la Porta (1974)

### Ficció
- El meu Cap! El meu Cap! (1925)
- El Crit (1929)
- Sense Decència (amb Laura Riding com Barbara Rich) (1932)
- El Veritable David Copperfield (1933)
- Jo, Claudi (1934)
- Claudi el Déu i la seva dona Messalina (1934)
- El Comte Belisari (1938)
- Sargent Lamb del Novè (1940)
- Procedeixi, Sargent Lamb (1941)
- La Història de Marie Powell: Dona de Mr. Milton (1943)
- El Velló d'Or (1944)
- Jesús Rei (1946)
- Watch the North Wind Rise (1949)
- The Islands of Unwisdom (1949)
- La Filla d'Homer (1955)
- Catacrok! Mostly Stories, Mostly Funny (1956)
- They Hanged My Saintly Billy (1957)
- Collected Short Stories (1964)
- An Ancient Castle (1980)

### Altres obres
- Sobre la Poesia Anglesa (1922)
- El Significat dels Somnis (1924)
- Poetic Unreason and Other Studies (1925)
- Contemporary Techniques of Poetry: A Political Analogy (1925)
- Another Future of Poetry (1926)
- Impenetrability or The Proper Habit of English (1927)
- The English Ballad: A Short Critical Survey (1927)